# Бразилско метро
Бразилско метро още Метрополитен на Бразилия и Метрополитен на Федералния окръг (на португалски: Metrô do Distrito Federal, Metropolitano do Distrito Federal) е метросистемата, обслужваща столицата на Бразилия. Администрира се от компанията „Metro-DF“ (Companhia do Metropolitano do Distrito Federal).
Бразилското метро има 24 метростанции и обща дължина 42,38 км. То покрива целия метрополис, като свързва Бразилия с няколко по-малки нейни предградия във Федералния окръг и превозва 150 хиляди пътници дневно.

## История
Изграждането на метрото на бразилския Федерален окръг започва през 1992 г., като откриването му е планирано за 17.00 ч. на 21 април 1994 г. Строителните работи обаче се забавят и първата отсечка на метрото е пусната в действие през 1999 г., но окончателно цялата метросистема е завършена в началото на 2001 г.
Официална дата на откриване на метрото е 31 март 2001 г. В първите месеци на експлоатацията работи само от 10 до 16 ч.; в пълния си капацитет обслужва граждани от 24 септември 2001 г. През първите месеци след пускането му в експлоатация, от метрото функционират само 32 километра от общата дължина на трасето и 11 станции. Станциите, които не са пуснати в експлоатация, на практика конструктивно са изградени, което прави безпроблемно постепенното им въвеждане в експлоатация.
През 2002 г. са пуснати 2 станции: „Арникейрас“ (Arniqueiras) и „Самамбая Сул“ (Samambaia Sul), построени на действащия участък. През 2004 г. се открива още една станция, отново на дайстващия участък: „Консесионариас“ (Concessionarias). През 2006 г. се изгражда първото продължение на метрото – от станция „Праса до Релогио“ (Praça do Relogio) на запад, се изграждат още две нови, наземни станции: „Сентро Метрополитано“ (Centro Metropolitano) и „Сейландия Сул“ (Ceilandia Sul). През 2008 г. са отворени 5 нови метростанции: 108 Сул, „Гарироба“, „Сейландия Сентре“, „Сейландия Норте“ и „Сейландия“. През 2009 г. са отворени още две станции – „112 Сул“ и „102 Сул“, а през 2010 г. – още една: „Гуара“.

## Характеристика
Метросистемата на Бразилия се състои от две линии – Зелена и Оранжева метролиния. Двете метролинии започват от централната автогара на столицата и се движат успоредно до гара „Агуаш Клараш“. От Агуаш Клараш Оранжевата метролиния продължава на юг до последна метростанция Шамамбая, а Зелената метролиния – на север до метростанция Сейландия. Трасето между Централната гара и гара „Агуаш Клараш“ е изцяло под земята, докато останалата част от него е главно наземна.
Двете линии на практика действат като една, на която има разклонение и е организирано маршрутно пътуване.
Системата се обслужва от общо 20 4-вагонни метросъстава (тип А и В) с общо 80 вагона, произведени от бразилската компания Маферса през 1993 и 2001 г. Междурелсовото разстояние на системата е 1600 мм., а захранването на мотрисите, които консумират 2900 kW. електроенергия, се осъществява посредством трета релса. Максимална експлоатационна скорост – 80 км./ч. Достъпът до метростанциите се осигурява посредством фиксирани стълбища, ескалатори и асансьори. Цената на билета е 3 реала, а през почивните и празничините дни те се продават на промоционална цена от 2 реала. Билетите за ученици и студенти са на цена 1 реал.
| Линия    | Маршрут            | Откриване    | Дължина (km) | Метростанции | Време (min) | Работно време                                      |
| -------- | ------------------ | ------------ | ------------ | ------------ | ----------- | -------------------------------------------------- |
| Зелена   | Център ↔ Сейландия | 31 март 2001 | 33           | 24           | 35          | от 06:00 до 23:30; в почивни дни от 07:00 до 19:00 |
| Оранжева | Център ↔ Самамбая  | 31 март 2001 | 42           | 19           | 30          | 06:00 до 23:30; в почивни дни от 07:00 до 19:00    |